# Leptotes cassius
Leptotes cassius är en fjärilsart som beskrevs av Pieter Cramer 1775. Leptotes cassius ingår i släktet Leptotes och familjen juvelvingar. Inga underarter finns listade i Catalogue of Life.

## Bildgalleri

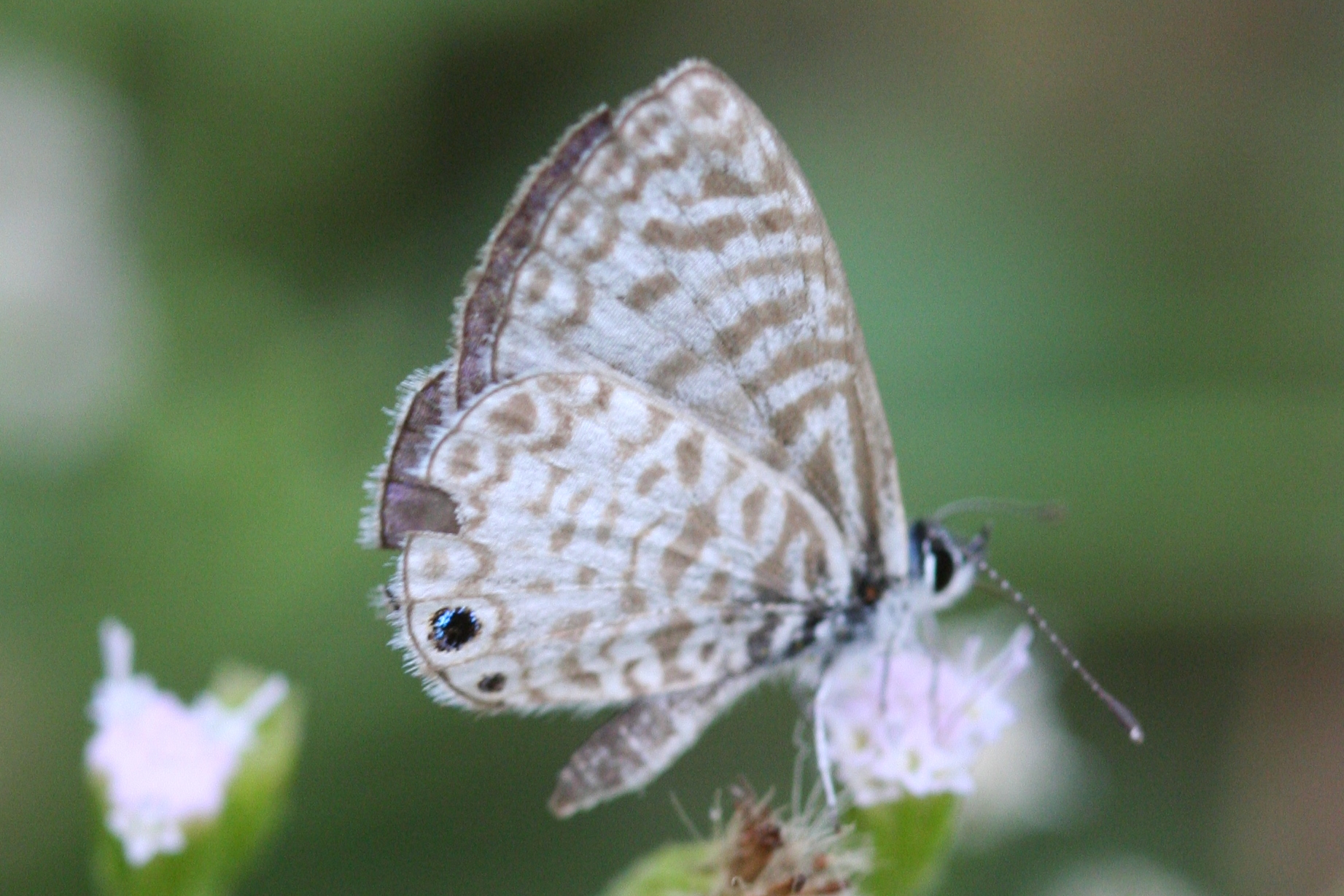
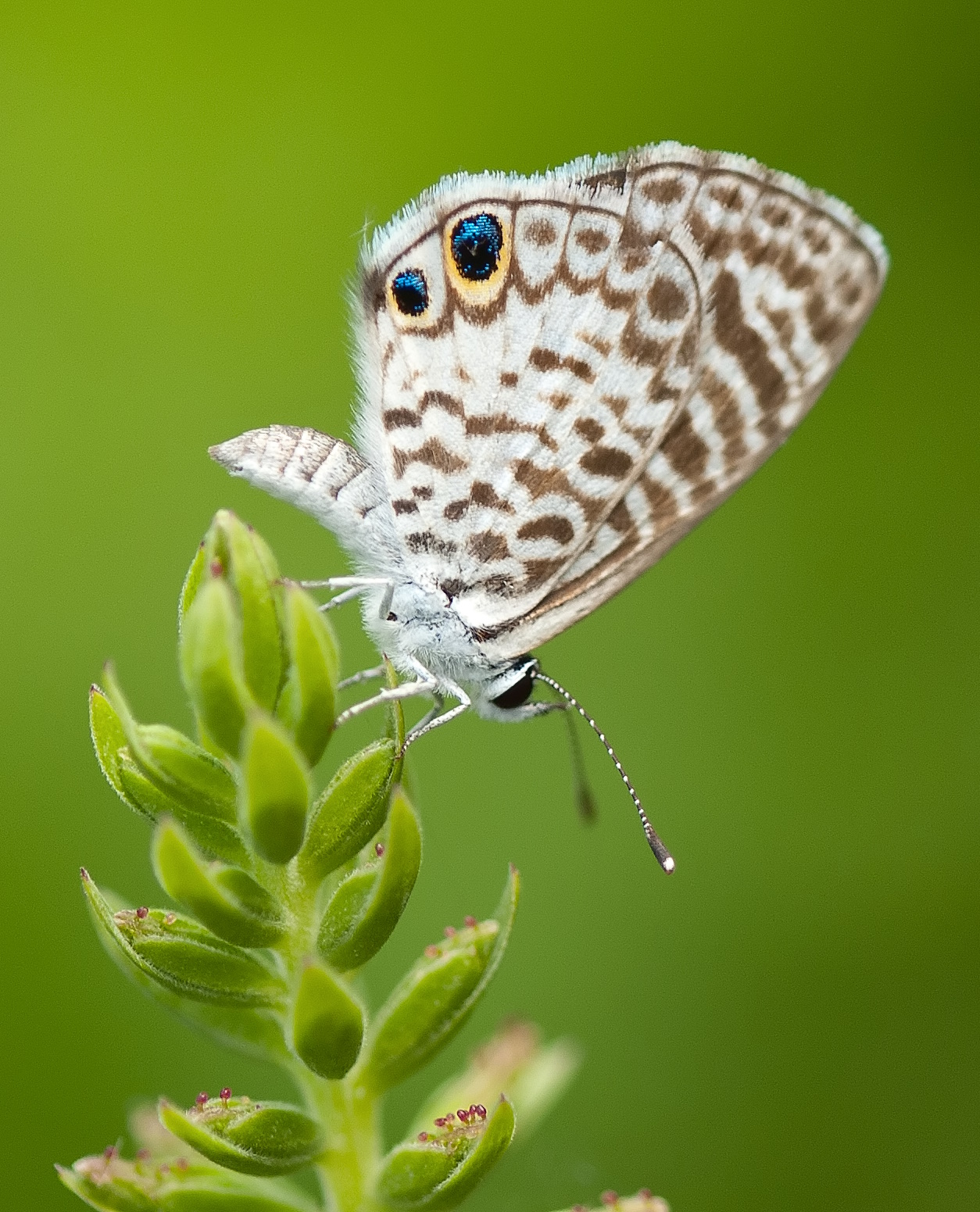
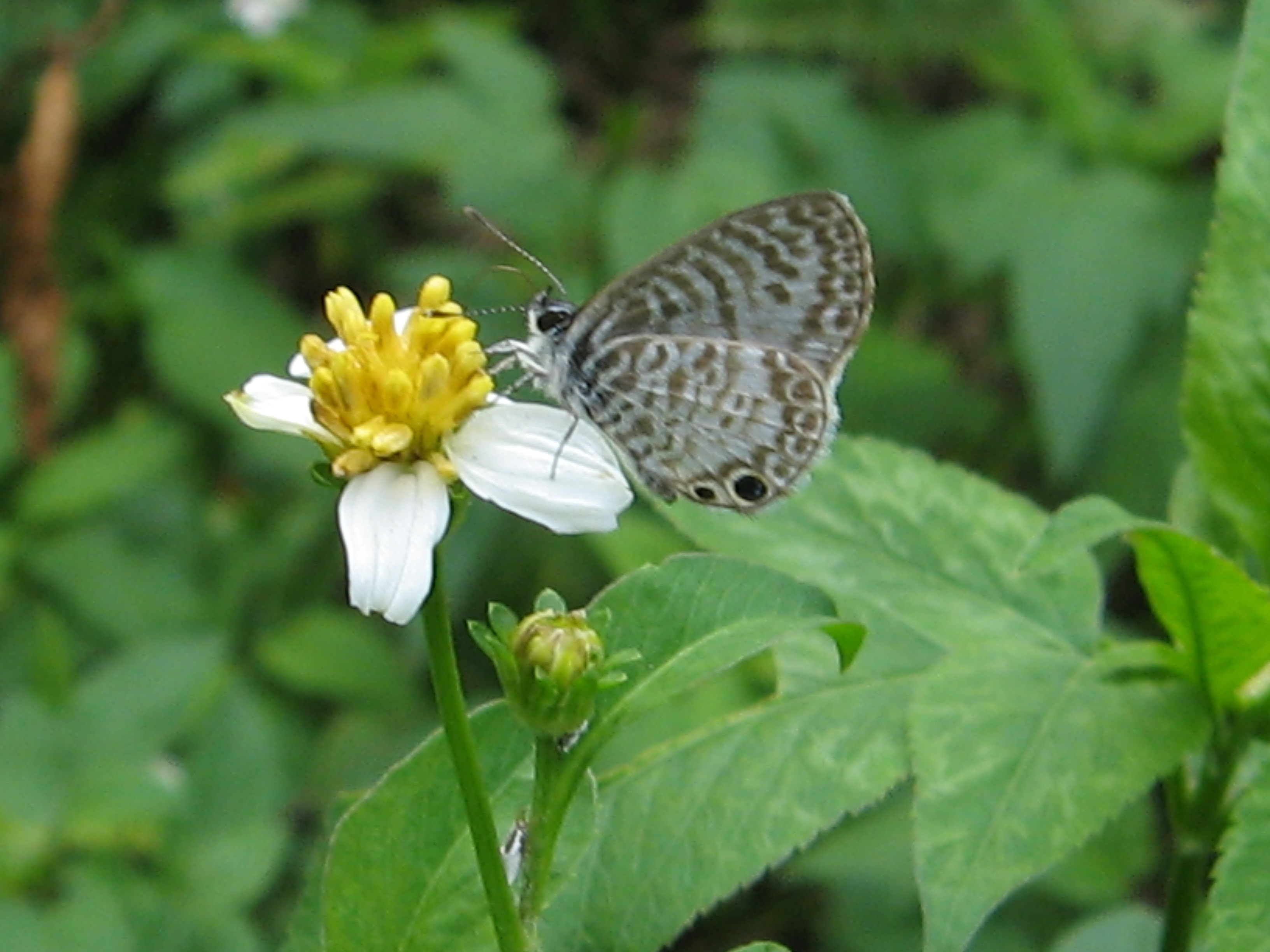
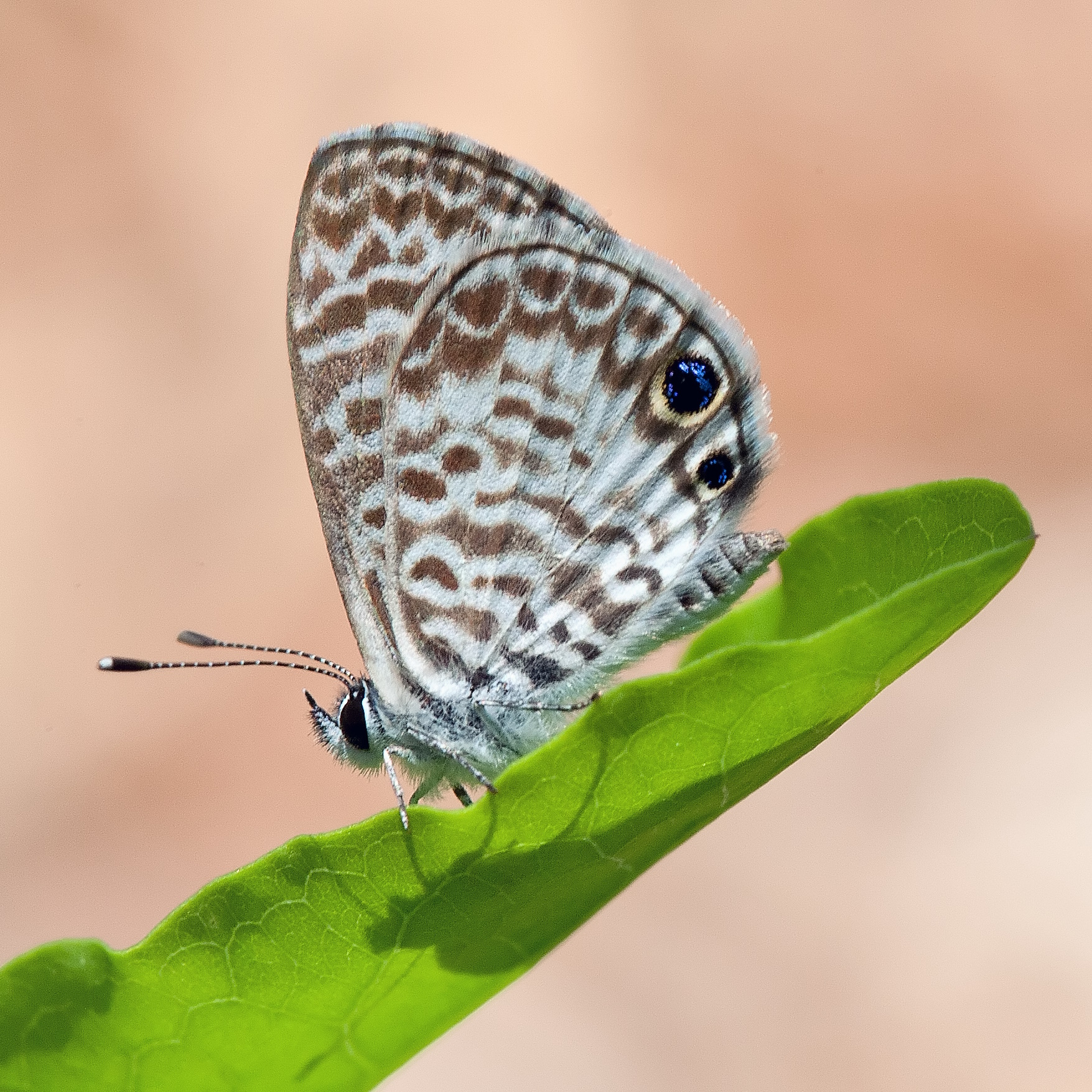